# Мунзим, Мирзо Абдулвохид
Мирзо Абдулвохид Мунзим (Бурхонзода/Бурханов; 1875 — 4 марта 1934) — таджикский политический, общественный и культурный деятель, реформатор, основатель социально-политического и просветительского движения джадидов в Бухарском эмирате. Основатель первой новометодной школы в Бухаре (1908—1909 гг.). Один из основателей просвещения, печати и издательства не только последних лет существования Бухарского эмирата, но и будущих Таджикской АССР и Таджикской ССР.

### Издательская деятельность
А. Мунзим был организатором и председателем партии младобухарцев, выдающимся реформатором в области религии, политики, культуры и просвещения. Был также руководителем общества джадидов в Бухарском эмирате, руководителем издательства, где публиковалась первая таджикская газета «Священная Бухара» (тадж. «Бухорои Шариф»). Начиная с 1909 года до Бухарской революции (1920) и даже позже это издательство в Бухаре и за её пределами было известна под названием «Типография Мунзима». А. Мунзим — издатель газет; учебных и методических пособий для новометодных школ. Как меценат — он профинансировал издание книги Садриддина Айни «Холида, ё ки кизбола» на узбекском языке на латинизированном алфавите в Германии в (Берлине, приблизительно (1922—1924 гг.).В 2010 г. в Душанбе вышла перевод этой книги на тадж. язык. В его типографии было напечатано особое издание Корана, известное как «Коран Абдулвохида» (тадж. «Қуръони Абдулвоҳидӣ»). Особенностью этого издания были позолоченные каллиграфические буквы. «Коран Мунзима» является большим книжным раритетом и пользуется особым интересом среди коллекционеров. А. Мунзим был также замечательным и искусным каллиграфом, он отлично владел разной техникой письма. Восхищенные таким прекрасным почерком ему поручили переписать труды Ахмада Дониша в большой рукописный сборник.

### Основатель новометодной школы и движения реформаторов
А. Мунзим — основатель первой новометодной школы в Бухарском эмирате, которая известна в истории как «школа Мунзима», школа действовала в 1908—1909 гг. в Бухаре и впоследствии была закрыта эмирским режимом. Он является автором ново-латинского алфавита таджикского языка.
А. Мунзим — один из руководителей и основатель социально-политического и просветительского движения джадидов в Бухарском эмирате, основанной в декабре 1910 года под названием «Воспитание детей» (тадж. «Тарбияи атфол»). Впоследствии члены движения джадидов перешли в оппозицию к эмирскому режиму и принимали участие в деятельности младобухарской партии и свержении Бухарского эмирата(1920).
Абдулвохид Мунзим был также предприимчивым конструктором, он попытался в одном из кварталов Бухары провести водопровод и канализационные трубы из керамики за счёт собственных средств. Другой конструкторской попыткой был деревянный велосипед, который он также сам сконструировал.

### Семья
А. Мунзим — выходец из среды аристократической знати. Был женат на женщине также из благородной семьи интеллектуалов. У него было 3 сыновей. Самого младшего сына в юном возрасте (около 5 лет) постигло несчастье. Он утонул играя у фонтана во дворе дома. Двое старших сыновей обучались в школах и в ВУЗах Германии и России (Санкт-Петербурге и Москве). Из его родственников в нынешнее время известны Бурханов Алим Рахимович — вначале своей карьеры работал и занимался исследовательской работой в Академии наук Таджикистана, также преподавал философию в университете. Затем перешел на дипломатическою службу.
Творчество А. Мунзима ещё не изучено и не исследовано полностью, это придется сделать будущим поколениям учёных, литературоведов, востоковедов.
Что касается многих других документов о нем, то они находятся в архивах и книгохранилищах Москвы, Ташкента, Бухары, Самаркандаа, Душанбе, а также Баку, Тбилиси, Оренбурга, Казани и во многих газетах, журналах, воспоминаниях и т. д. и до сих пор труднодоступны исследователям жизни и творчества А. Мунзима, как и его деятельность в качестве возглавляющего джадидское движение в Бухарском эмирате и организатора партии младобухарцев.
Его журналистская деятельность, художественное творчество, научно-публицистические взгляды, общественно-философские высказывания оказывали в прошлом и ещё будут оказывать огромное влияние на пробуждение самосознания и на общественную жизнь и на литературу и историю не только таджикского народа.

## Литературa
- Сохиб Табаров. Мунзим — Руководитель общества джадидов и председатель партии младобухарцев. Душанбе: Деваштич, 2004. (ББК. 83.3 Точик Т — 13)
- Сохиб Шухратович Табаров. Мунзим — Жизнь и творчество видного деятеля движения джадидов. — Душанбе: Ирфон. 1991. ISBN 5-667-00587-5